# Miguel Ángel Lauri
Miguel Ángel Lauri (Zárate, Buenos Aires, 29 de agosto de 1908-La Plata, Buenos Aires, 26 de septiembre de 1994) fue un futbolista argentino. Desarrolló su carrera en Estudiantes de La Plata, Sochaux-Montbéliard de Francia y Peñarol de Montevideo. También integró la selección de fútbol de Argentina.

## Trayectoria
Apodado Flecha de Oro, se desempeñó como puntero derecho en Estudiantes de La Plata, quedando en la historia del fútbol argentino por ser parte de la famosa delantera de Los Profesores junto a Alejandro Scopelli, Alberto Zozaya, Manuel Ferreira y Enrique Guaita.
Debutó en el equipo platense durante el amateurismo y jugó hasta 1936, con un total de 74 goles en torneos regulares de Primera División, siendo Estudiantes el único club argentino en el cual se desempeñó. En su extensa campaña en esa institución, logró destacadas actuaciones, consagrándose subcampeón en el último torneo amateur de Primera División, en 1930, y 3.º en el Campeonato de 1931, donde Estudiantes, pese a no coronarse, convirtió 104 goles y fue el equipo más efectivo del certamen.
Tras su paso por el Sochaux-Montbéliard de Francia, se retiró profesionalmente en 1940, en el fútbol uruguayo, jugando para Peñarol.

## Selección nacional
Formó parte de la Selección Argentina de Fútbol entre 1929 y 1935, año en el que integró el plantel que obtuvo el segundo puesto en el Sudamericano de Perú, torneo donde marcó su único gol en el Seleccionado.
En 1937 integró la selección francesa.

## Clubes
| Club                    | País      | Año       |
| ----------------------- | --------- | --------- |
| Estudiantes de La Plata | Argentina | 1928-1936 |
| Sochaux-Montbéliard     | Francia   | 1937-1939 |
| Peñarol                 | Uruguay   | 1939-1940 |